# Koto (Tóquio)
Kōtō (江東区 -ku) é uma região especial da Metrópole de Tóquio, no Japão.

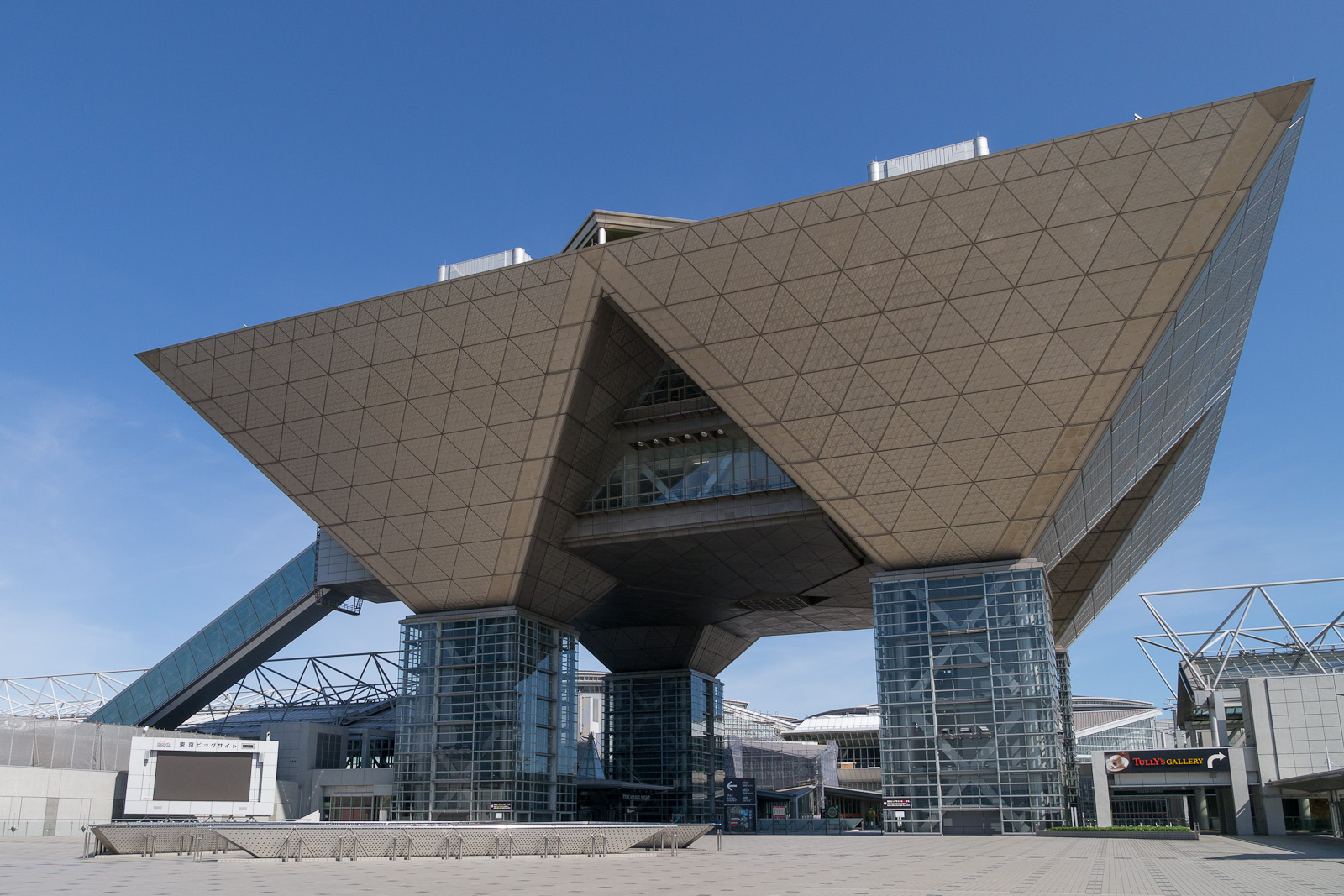
Tóquio-Big-Sight

Em 2003, Koto tinha uma população estimada em 429,224 habitantes e uma densidade populacional de 10,870 h/km². Tem uma área total de 39.48 km².
Koto foi fundada a 15 de março de 1947.